# گلگنگ
گلگنگ (به انگلیسی: Gulgong) یک شهرک در استرالیا است که در نیو ساوت ولز واقع شده‌است.